# Цистицеркоза
Цистицеркозата е тъканна инфекция, причинена от млада форма (цистицеркоза) на свинската тения (Taenia solium).

## Симптоми
Възможно е хората да имат малко или никакви симптоми в продължение на години, да развият безболезнени твърди подутини около един до два сантиметра в кожата и мускулите, или да имат неврологични симптоми, ако е засегнат мозъкът. След месеци или години тези подутини могат да станат болезнени и подути, а след това да се разнесат. В развиващите се страни това е една от най-често срещаните причини за припадъци.

## Причини
Обикновено се придобива чрез консумирането на храни или вода, съдържащи яйца на тения. Основният източник са суровите зеленчуци. Яйцата на тенията са от изпражнения на лице, заразено с възрастните червеи – състояние, известно като тениаринхоза. Тениаринхозата е различна болест и се дължи на ядене на цисти в недобре сготвено свинско месо. Хората, които живеят с някой с тения, са подложени на по-голям риск от развитие на цистицеркоза.

## Диагноза
Диагнозата може да бъде направена чрез аспирация на циста. Снимките на мозъка с компютърна томография (КТ) или ядрено-магнитен резонанс (ЯМР) са най-полезни за диагностициране на болестта в мозъка. Увеличеният брой на белите кръвни клетки, наречени еозинофили, в цереброспиналната течност и кръвта също се използва като показател.

## Превенция и лечение
Инфекцията може да бъде предотвратена ефективно чрез лична хигиена и подобряване на санитарните условия. Това включва: пълно сготвяне на свинското месо, подходящ тоалет и по-добър достъп до чиста вода. Лечението на лицата с тениаринхоза е важно, за да се предотврати разпространението. Не може да се изисква лечение на болест, която не включва нервната система. Лечението на лицата с невроцистицеркоза може да се проведе с лекарствата празиквантел или албендазол. Те могат да бъдат необходими за дълги периоди от време. Стероиди за борба с възпалението по време на лечението и противогърчови средства също могат да бъдат необходими. Понякога се прави операция, за да се отстранят цистите.

## Епидемиология
Тенията на свинското месо е особено разпространена в Азия, Субсахарска Африка и Латинска Америка. Счита се, че в някои области са засегнати до 25% от хората. В развитите страни това е много рядко явление. От 2010 г. това е причина за около 1200 смъртни случая в световен мащаб, със 700 повече от 1990 г.
Цистицеркозата също така влияе върху прасета и крави, но рядко причинява симптоми, тъй като повечето не живеят достатъчно дълго. Заболяването се е проявявало при хората през цялата история. Това е една от пренебрегваните тропически болести.